# Diachasma slovakense
Diachasma slovakense är en stekelart som beskrevs av Fischer 1989. Diachasma slovakense ingår i släktet Diachasma och familjen bracksteklar. Inga underarter finns listade i Catalogue of Life.